# Хвост (фильм)
Хвост (норв. Thale) — норвежский малобюджетный фильм 2012 года режиссёра Александра Нордоса с Силье Рейномо в главной роли. Жанр фильма — триллер с элементами фантастики, повествующий о встрече людей с молодой хульдрой, в детстве похищенной из леса. Поскольку идея фильма в значительной степени основана на скандинавском фольклоре, жанр этого фильма некоторыми критиками был определён как «этнический триллер». Этот фильм также имеет элементы антиутопии.

## Съёмки
Александр Нордос в этом фильме выступил не только как режиссёр, но и как сценарист, продюсер и оператор.
Фильм снимался в Бергене, а также в районе норвежского города Мушэн (фюльке Нурланн).

## Премьеры
Премьера фильма состоялась в Бергене 9 февраля 2012 года в рамках кинофестиваля Bergen Filmfest. Премьера фильма в России состоялась 1 июня 2012 года в рамках 3-го Фестиваля норвежского кино в Москве. Фильм также был включён в программу кинофестиваля South by Southwest (март 2012). В течение 2012 года фильм был показан на фестивалях в Швеции (август), Канаде (сентябрь), Финляндии (ноябрь) и Великобритании (ноябрь). Премьера во Франции запланирована на март 2013 года.

## Сюжет
Лео, сотрудник фирмы по уборке помещений в особо сложных случаях, и вызвавшийся помочь ему Элвис выполняют заказ в доме, расположенном в глухом лесу в Северной Норвегии: здесь некоторое время назад умер старик и его останки, судя по всему, звери растащили по окрестностям. Обнаружив потайной вход в подвал, молодые люди находят там лабораторию с ванной, наполненной непрозрачной жидкостью молочного цвета, а также множество аудиокассет, на которых бывший хозяин дома рассказывает о воспитании некой Тэил.
Неожиданно из ванны появляется девушка, дышавшая через шланг. Она сначала ведёт себя агрессивно, затем успокаивается. Элвис и Лео понимают, что перед ними молодая хульдра — существо из норвежского фольклора, живущее в лесах и горах, обычно имеющее вид привлекательной женщины с хвостом, похожим на коровий. Много лет назад, когда она была младенцем, старик похитил её из леса, затем она находилась в медицинской лаборатории как объект опытов. Старик пытался воспитывать её как человека, в том числе отрезал её хвост. Он не выпускал девушку, чтобы её не нашли другие хульдры, а также те люди, которые хотели продолжать над ней эксперименты (поскольку хульдры обладают необычной энергетикой и обменом веществ). Сидя в подвале, Элвис и Лео делятся и своими собственными секретами: у Элвиса — незаконнорождённая дочь, для воспитания которой ему надо подрабатывать, а Лео признаётся, что у него рак лёгких.
Сидящих в подвале атакуют одетые в белые халаты и маски люди с автоматами. Элвис и Лео приходят в себя привязанными в лесу, где пожилой человек допрашивает их о местонахождении Тэил. Остальные в это время ищут Тэил в доме. Сама она, на время спрятавшись в ванне, убивает напавших. На пожилого человека нападают и убивают хульдры. К полуживому и потерявшему сознание Лео, подходит Тэил и касается его .
В последних сценах Лео предлагает Элвису новую работу, чтобы он смог заработать. Новые анализы Лео показывают, что его опухоль исчезла. Тэил же вместе с сёстрами осталась в лесу, своём родном доме.

## В ролях

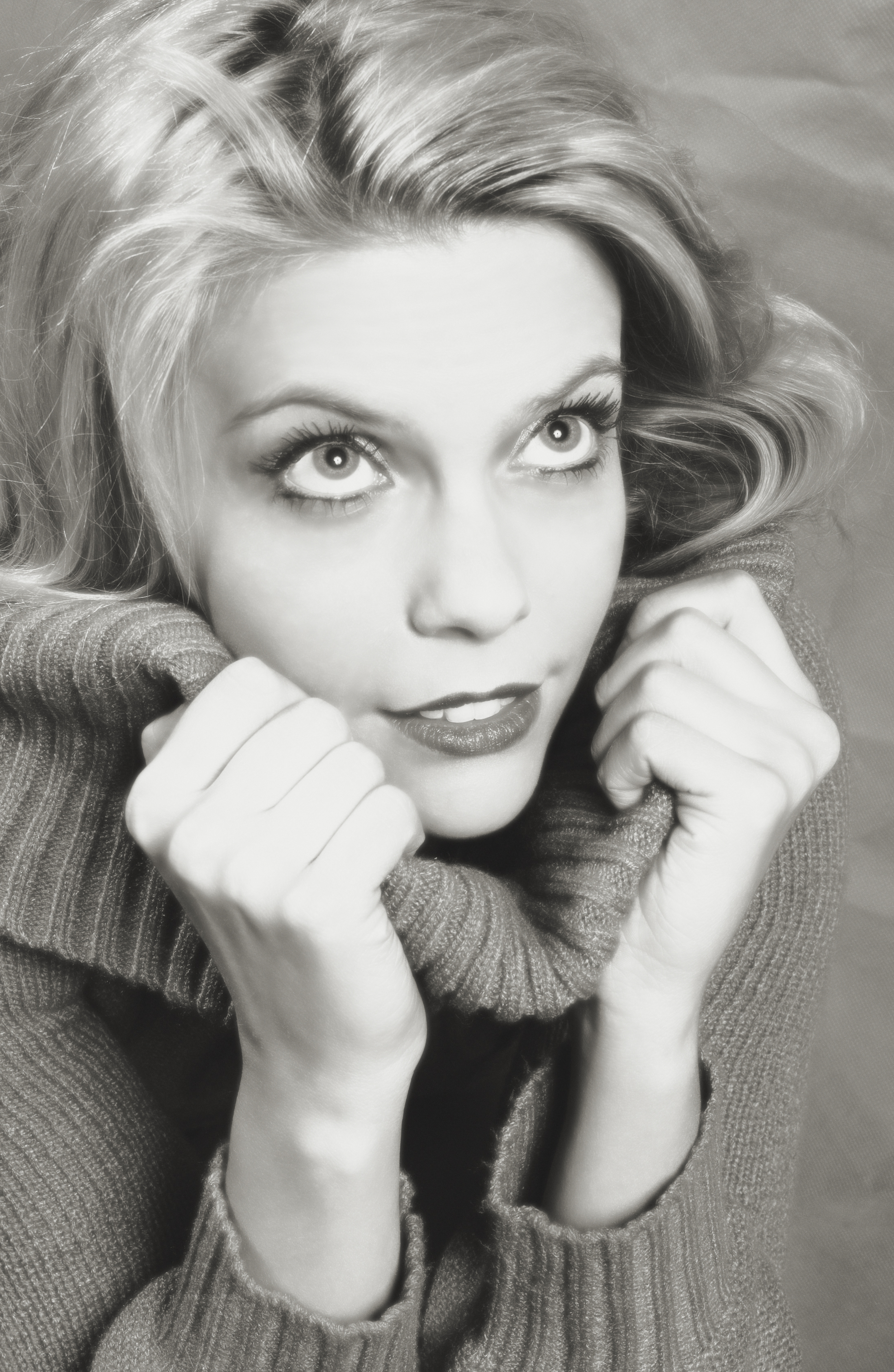
Силье Рейномо, сыгравшая в фильме роль хульдры

- Силье Рейномо[норв.] — Тэил
- Эрленд Нервольд — Элвис
- Йон Скард — Лео

## Реакция
Рейтинг фильма в базе данных Internet Movie Database по состоянию на 12 июня 2015 года составлял 5,6.